# Cephalophora
Cephalophora là một chi thực vật có hoa trong họ Cúc (Asteraceae).

## Loài
Chi Cephalophora gồm các loài: